# GT World Challenge Europe Endurance Cup
GT World Challenge Europe Endurance Cup, tidigare känt som Blancpain Endurance Series och Blancpain GT Series Endurance Cup, är en europeisk racingserie för GT-bilar.

## Format
Serien organiseras av SRO Motorsports Group och Belgiska Automobilklubben, med auktorisation från Fédération Internationale de l'Automobile (FIA) och körs med GT3- och GT4-bilar. Serien omfattar långdistanslopp om tre timmar på europeiska racerbanor som Monza och Silverstone, samt Spa 24-timmars.

## Mästare

### Förare
| År   | Pro Cup                                                | Pro-Am Cup                                               | Gentlemen Trophy                                            |                                                         |
| ---- | ------------------------------------------------------ | -------------------------------------------------------- | ----------------------------------------------------------- | ------------------------------------------------------- |
| 2011 | Greg Franchi                                           | Niek Hommerson Louis Machiels                            | Georges Cabannes                                            |                                                         |
| 2012 | Christopher Haase Christopher Mies Stéphane Ortelli    | Niek Hommerson Louis Machiels                            | Pierre Hirschi Robert Hissom                                |                                                         |
| 2013 | Maximilian Buhk                                        | Lucas Ordóñez                                            | Jean-Luc Beaubelique Jean-Luc Blanchemain Patrice Goueslard |                                                         |
| 2014 | Laurens Vanthoor                                       | Stefano Gai Andrea Rizzoli                               | Francisco Guedes Peter Mann                                 |                                                         |
| 2015 | Alex Buncombe Katsumasa Chiyo Wolfgang Reip            | Duncan Cameron Matt Griffin                              | Ian Loggie Julian Westwood                                  |                                                         |
| År   | Totalt                                                 | Silver Cup                                               | Pro-Am Cup                                                  | Am Cup                                                  |
| 2016 | Rob Bell Côme Ledogar Shane van Gisbergen              | Hölls ej                                                 | Alessandro Bonacini Michał Broniszewski Andrea Rizzoli      | Vadim Gitlin Liam Talbot Marco Zanuttini                |
| 2017 | Mirko Bortolotti Andrea Caldarelli Christian Engelhart | Hölls ej                                                 | Jonathan Adam Ahmad Al Harthy                               | Jacques Duyver David Perel Marco Zanuttini              |
| 2018 | Yelmer Buurman Maro Engel Luca Stolz                   | Alex Fontana Mikaël Grenier Adrian Zaugg                 | Chris Buncombe Nick Leventis Lewis Williamson               | Adrian Amstutz Leo Machitski                            |
| 2019 | Andrea Caldarelli Marco Mapelli                        | Nico Bastian Timur Boguslavskiy Felipe Fraga             | Ahmad Al Harthy Charlie Eastwood Salih Yoluç                | Adrian Amstutz Leo Machitski                            |
| 2020 | Alessandro Pier Guidi                                  | Patrick Kujala Alex MacDowall Frederik Schandorff        | Chris Goodwin Alexander West                                | Stephane Tribaudini                                     |
| 2021 | Alessandro Pier Guidi Nicklas Nielsen Côme Ledogar     | Alex Fontana Ricardo Feller Rolf Ineichen                | Chris Froggatt                                              | Hölls ej                                                |
| 2022 | Jules Gounon Daniel Juncadella Raffaele Marciello      | Benjamin Goethe Thomas Neubauer Jean-Baptiste Simmenauer | Louis Machiels Andrea Bertolini Stefano Costantini          | Reema Juffali Tim Muller Valentin Pierburg George Kurtz |
| År   | Totalt                                                 | Gold Cup                                                 | Silver Cup                                                  | Bronze Cup                                              |
| 2023 | Jules Gounon Raffaele Marciello Timur Boguslavskiy     | Nicolas Baert Maxime Soulet                              | Benjamín Hites Clemens Schmid Glenn van Berlo               | Eddie Cheever III Chris Froggatt Jonathan Hui           |

### Team
| År   | Pro Cup                          | Pro-Am Cup                 | Gentlemen Trophy               |                            |
| ---- | -------------------------------- | -------------------------- | ------------------------------ | -------------------------- |
| 2011 | Belgian Audi Club                | Vita4One                   | Ruffier Racing                 |                            |
| 2012 | Belgian Audi Club Team WRT       | AF Corse                   | Sainteloc Racing               |                            |
| 2013 | Marc VDS Racing Team             | Nissan GT Academy Team RJN | SOFREV Auto Sport Promotion    |                            |
| 2014 | Belgian Audi Club Team WRT       | Scuderia Villorba Corse    | AF Corse                       |                            |
| 2015 | Belgian Audi Club Team WRT       | AF Corse                   | AKKA ASP                       |                            |
| År   | Totalt                           | Silver Cup                 | Pro-Am Cup                     | Am Cup                     |
| 2016 | Garage 59                        | Hölls ej                   | Kessel Racing                  | Kessel Racing              |
| 2017 | Bentley Team M-Sport             | Hölls ej                   | Oman Racing Team with TF Sport | Kessel Racing              |
| 2018 | (Mercedes-AMG Team) Black Falcon | 961 Corse / AF Corse       | Barwell Motorsport             | -                          |
| 2019 | Orange1 FFF Racing Team          | AKKA ASP Team              | Oman Racing with TF Sport      | Barwell Motorsport         |
| 2020 | AF Corse / SMP Racing            | Barwell Motorsport         | Garage 59                      | CMR                        |
| 2021 | Team WRT                         | Emil Frey Racing           | Sky - Tempesta Racing          | Hölls ej                   |
| 2022 | AKKodis ASP Team                 | Team WRT                   | SPS Automotive Performance     | SPS Automotive Performance |
| År   | Totalt                           | Gold Cup                   | Silver Cup                     | Bronze Cup                 |
| 2023 | AKKodis ASP Team                 | Comtoyou Racing            | GRT Grasser Racing Team        | Sky – Tempesta Racing      |